# Škoda Superb I
Der Škoda Superb I ist die erste Generation des Superb des tschechischen Automobilherstellers Škoda Auto.
Er wurde von Herbst 2001 bis Frühjahr 2008 im Škoda-Zweigwerk in Kvasiny produziert.
Er basiert auf der Baureihe 3B/3BG des VW Passat, grenzt sich aber in Bezug auf Ausstattungsvarianten und Radstand von diesem ab. In China wurde das Modell mit luxuriöserer Ausstattung auch als VW Passat Lingyu gebaut und vermarktet.

## Beschreibung
Der Škoda ist etwa zehn Zentimeter länger als der zeitgenössische VW Passat und auch der Radstand wurde um zehn Zentimeter verlängert. Der Superb entspricht dem chinesischen Passat-Modell und wird dort unter dem Namen Passat Lingyu vertrieben. Das Fahrzeug ist größenmäßig zwischen Mittelklasse und Oberer Mittelklasse angesiedelt. Das Kraftfahrt-Bundesamt stufte den Superb als Mittelklasse ein. Der Wagen wurde auf dem Genfer Auto-Salon 2001 unter dem Namen Škoda Montreux zum ersten Mal der Öffentlichkeit vorgestellt.
Neben den in dieser Fahrzeugklasse üblichen Ausstattungen wie Klimaanlage/-automatik und elektrischen Fensterhebern verfügte der Superb optional über verschiedene Sonderausstattungen. Dazu gehörten ein Navigationssystem, Xenonscheinwerfer, beheizbare sowie elektrisch verstellbare Ledersitze und Außenspiegel, ein Soundsystem, Holzapplikationen, ein Solar- oder Glasschiebedach, eine Kühlbox im Kofferraum, ein Entertainment-System im Fond und eine klappbare Beinauflage im Beifahrersitz für die Fondpassagiere. Eine weitere Besonderheit war das Regenschirmfach in der hinteren linken Tür mit serienmäßigem Schirm. Auch verfügte der Wagen über eine dritte Sonnenblende (ähnlich der im Golf IV und Passat 3B/ 3BG), die die Glasfläche über dem Innenspiegel verdecken kann. Die serienmäßige Sicherheitsausstattung mit ABS, ESP und Frontairbags wurde aufgrund einer relativ schlechten Bewertung im Euro-NCAP-Crashtest nachträglich durch Seitenairbags ergänzt.
Trotz des vergleichsweise günstigen Preises zwischen etwa 22.000 und 40.000 Euro fand der Superb in Deutschland keinen allzu großen Absatz. Gemäß Škoda-Presseinformation „ŠKODA produziert 750.000sten ŠKODA Superb“ vom 29. April 2015 wurden insgesamt 136.068 Superb B5 produziert. Auf ein Kombimodell verzichtete der Hersteller.

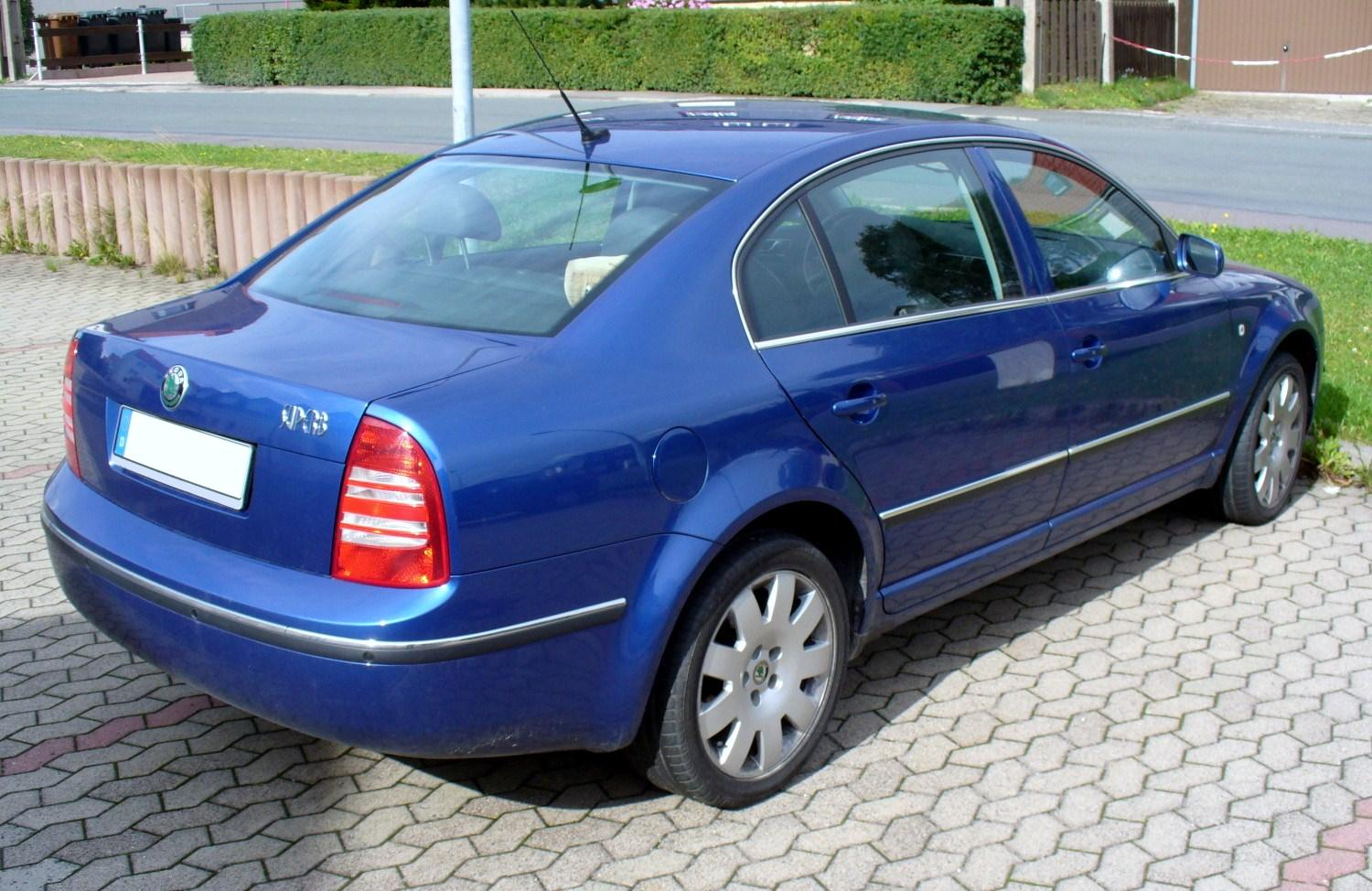
Heckansicht
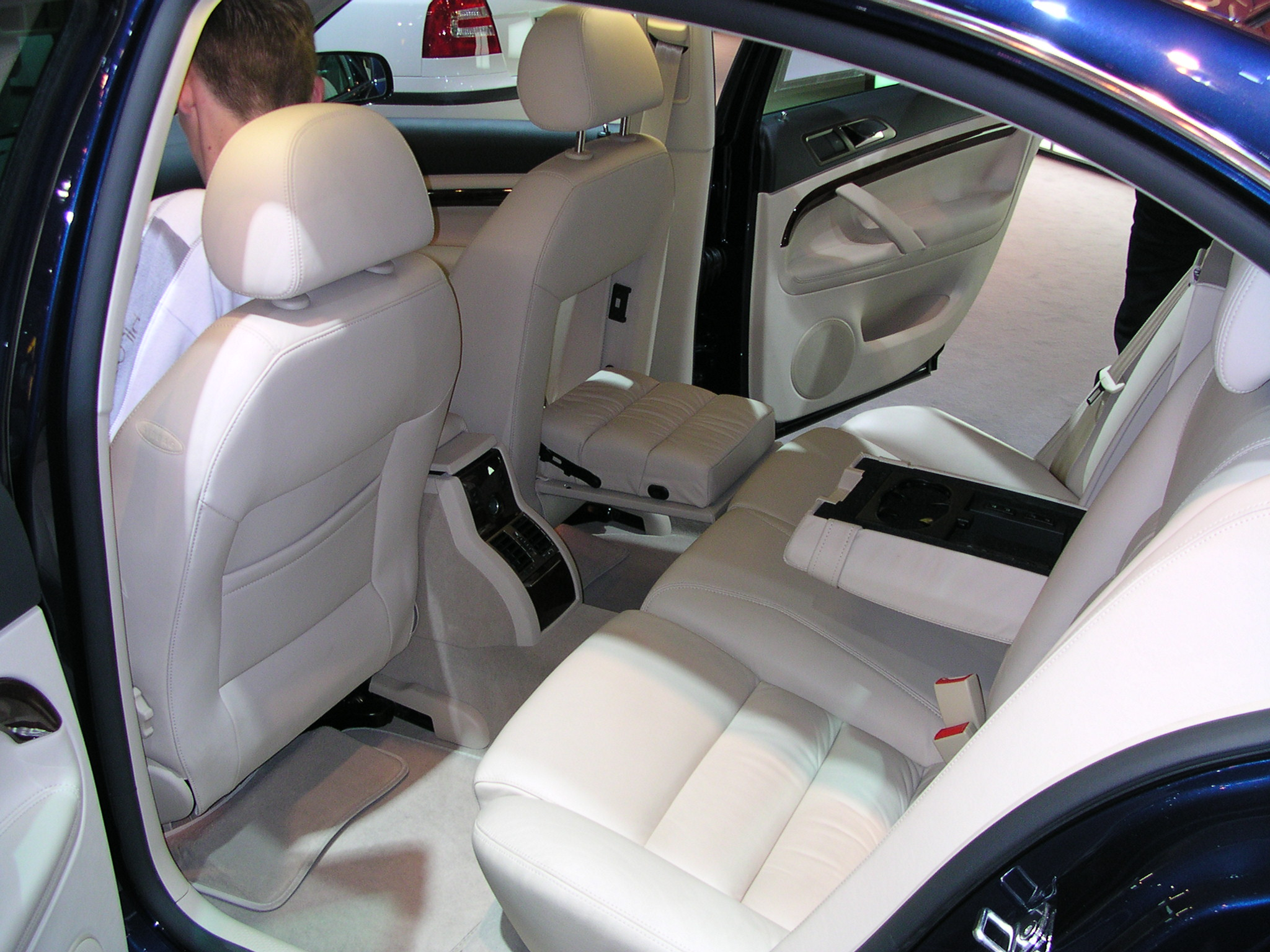
Fond mit ausgeklappter Beinauflage im Beifahrersitz

### Modellpflege
Im Sommer 2006 wurde der Wagen leicht überarbeitet und erhielt geänderte Rückleuchten, eine überarbeitete Frontschürze und einen neuen Kühlergrill. Die Topausstattung Laurin & Klement wurde ins Programm aufgenommen.
| Sterne im Euro-NCAP-Crashtest (2003) |

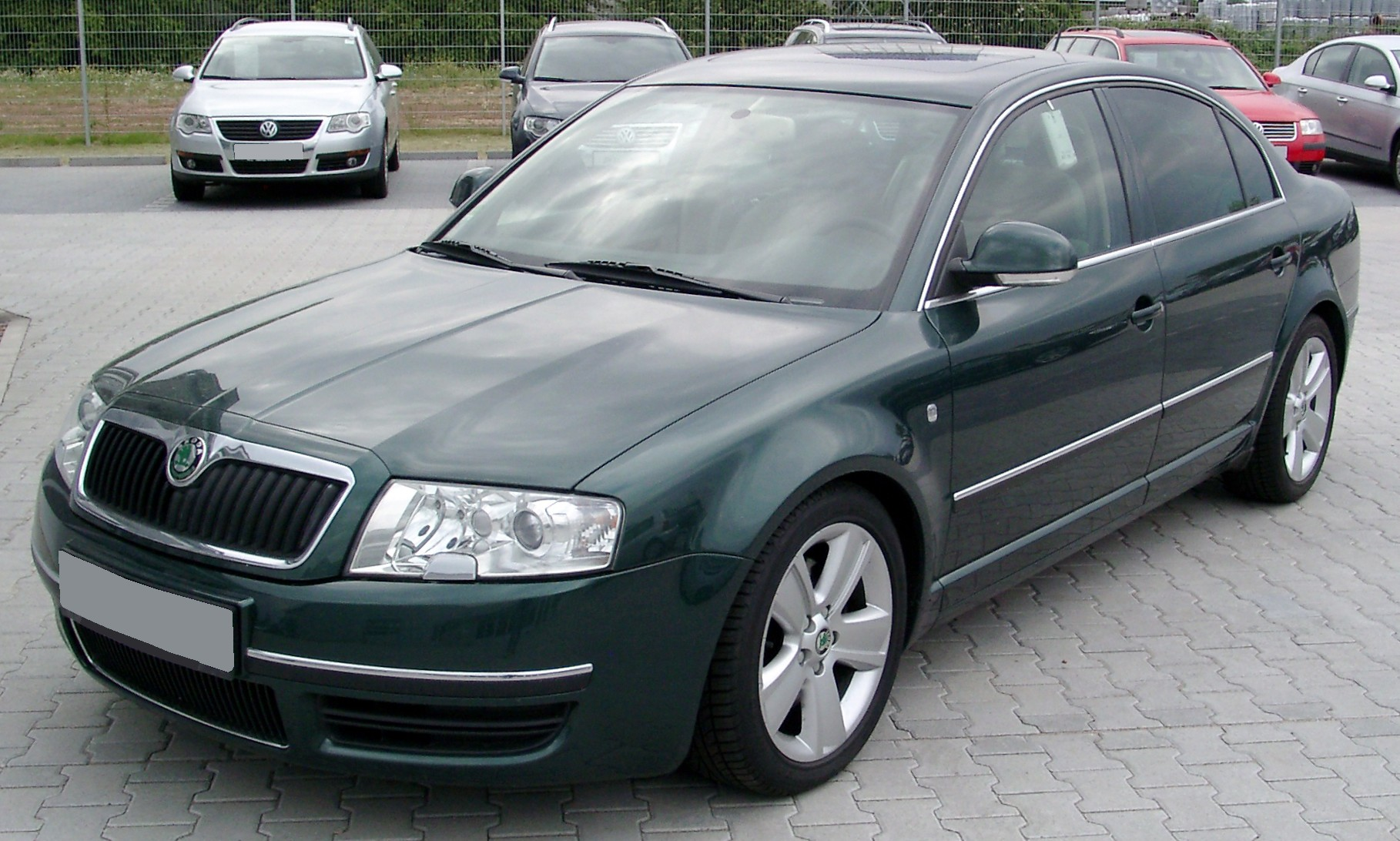
Škoda Superb (2006–2008)
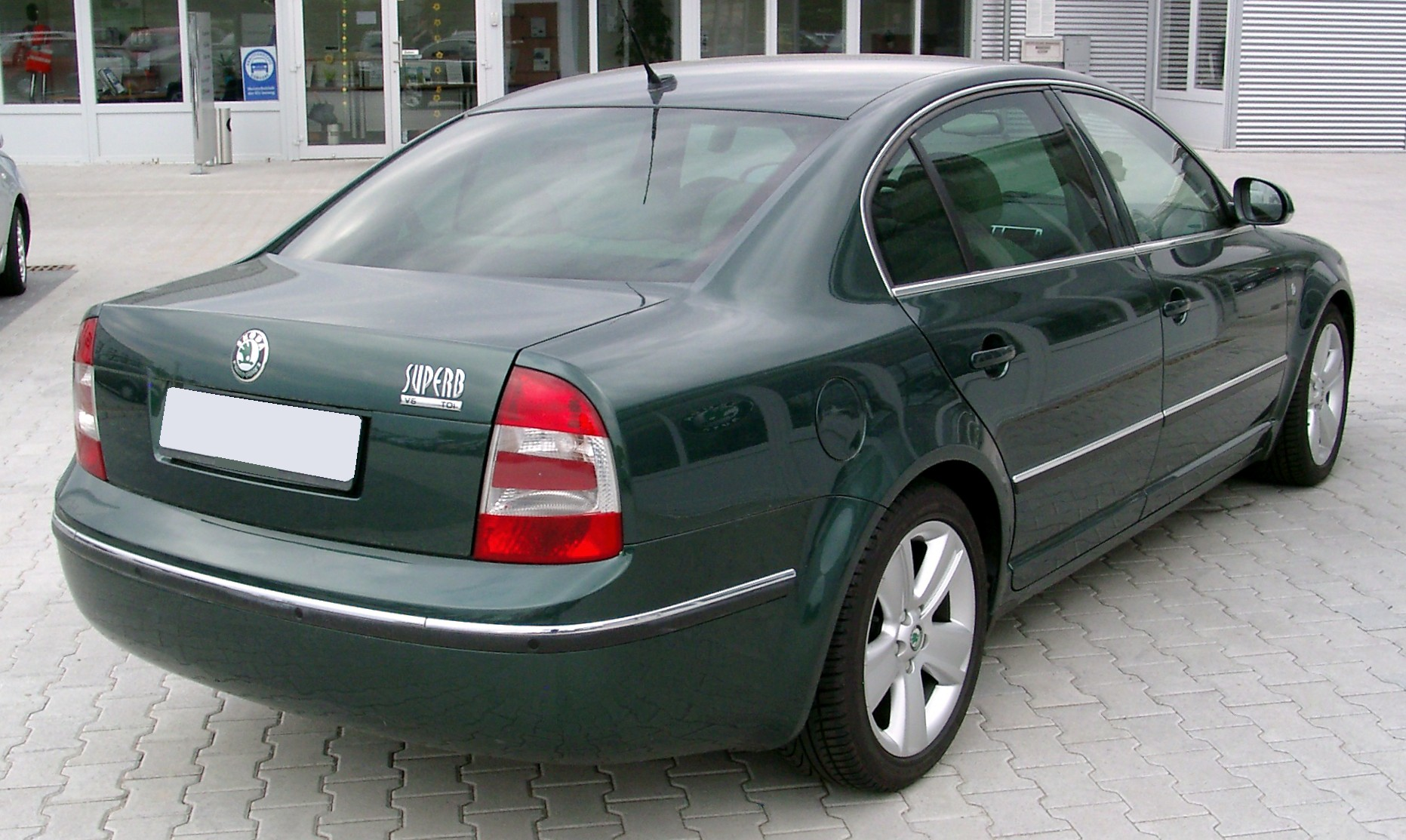
Heckansicht

### Staatskarosse

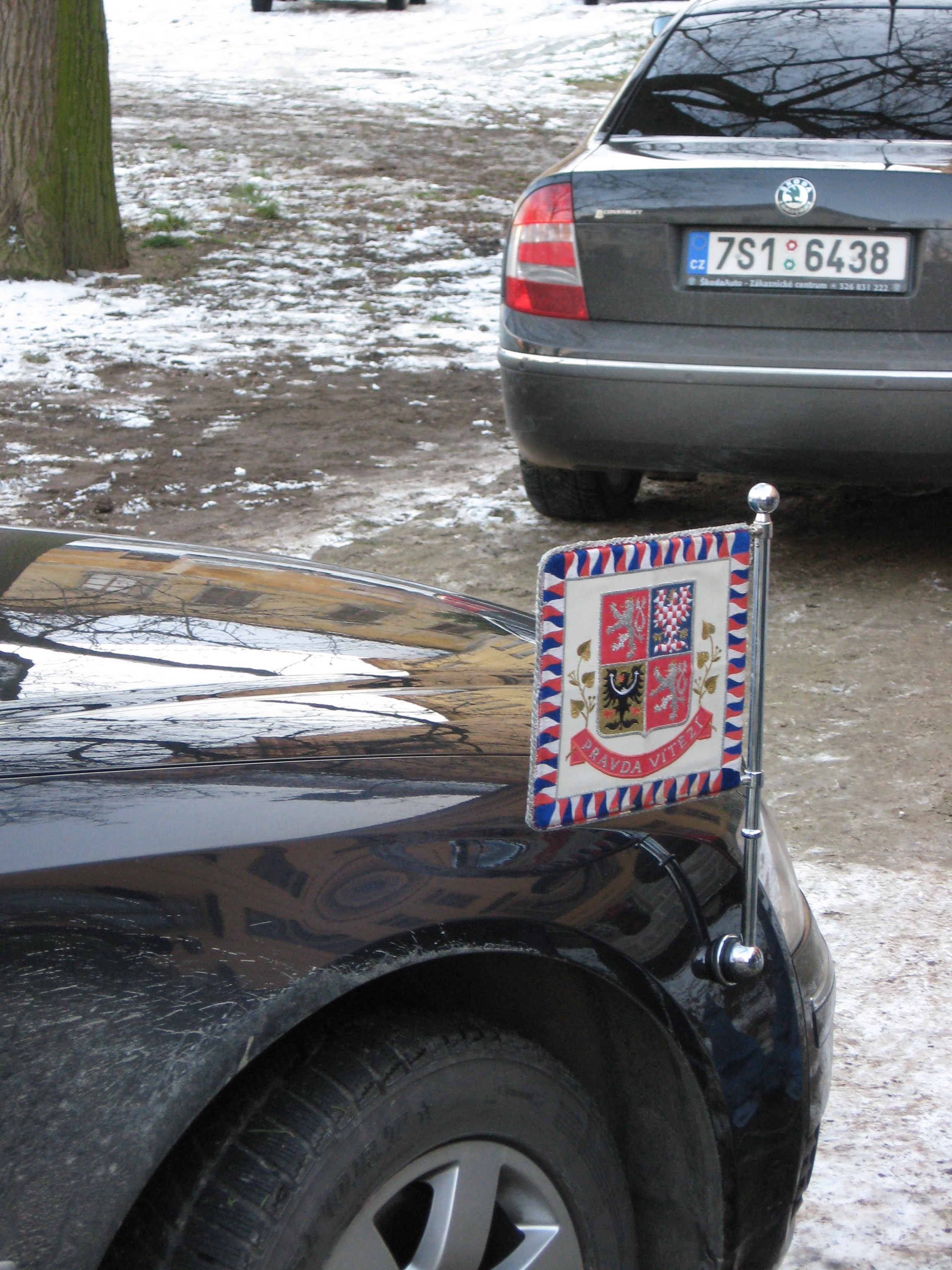
Škoda Superb I als Staatskarosse

Das Fahrzeug wurde in der tschechischen Regierung verwendet. Es diente auch als Staatskarosse des tschechischen Präsidenten.

## Motoren
Als Getriebe standen wahlweise ein Fünfgang-Schaltgetriebe (Sechsgang-Schaltgetriebe bei Sechszylinder-Dieselmotoren und 2,0-l-TDI) oder ein Fünfstufen-Automatikgetriebe zur Verfügung, letzteres jedoch nicht mit allen Motorisierungen.

### Ottomotoren
| Modell   | Hubraum  | Bauart      | Zylinderzahl | Ventile | Max. Leistung bei min−1 | Max. Drehmoment bei min−1 | Verbrauch laut Hersteller | Motorkenn- buchstaben | 0–100 km/h | Vmax     | Bauzeit         |
| -------- | -------- | ----------- | ------------ | ------- | ----------------------- | ------------------------- | ------------------------- | --------------------- | ---------- | -------- | --------------- |
| 1.8T     | 1781 cm³ | Reihenmotor | 4            | 20      | 110 kW (150 PS)/5700    | 210 Nm/1750–4600          | 8,3 Liter Super           | AWT                   | 9,5 s      | 216 km/h | 12/2001–03/2008 |
| 2.0      | 1984 cm³ | Reihenmotor | 4            | 8       | 85 kW (115 PS)/5400     | 172 Nm/3500               | 8,4 Liter Super           | AZM                   | 11,6 s     | 197 km/h | 12/2001–03/2008 |
| 2.8 V6 1 | 2771 cm³ | V-Motor     | 6            | 30      | 140 kW (190 PS)/6000    | 260 Nm/3000               | 10,4 Liter Super          | BBG                   | 9,8 s      | 230 km/h | 12/2001–03/2008 |
| 2.8 V6   | 2771 cm³ | V-Motor     | 6            | 30      | 142 kW (193 PS)/6000    | 280 Nm/3200               | 9,6 Liter Super           | AMX                   | 8,0 s      | 237 km/h | 12/2001–03/2008 |

### Dieselmotoren
| Modell    | Hubraum  | Bauart      | Zylinderzahl | Gemischaufbereitung     | Ventile | Max. Leistung bei min−1 | Max. Drehmoment bei min−1 | Verbrauch laut Hersteller | Motorkenn- buchstaben | 0–100 km/h | Vmax     | Bauzeit         |
| --------- | -------- | ----------- | ------------ | ----------------------- | ------- | ----------------------- | ------------------------- | ------------------------- | --------------------- | ---------- | -------- | --------------- |
| 1.9 TDI   | 1896 cm³ | Reihenmotor | 4            | Pumpe-Düse-Einspritzung | 8       | 74 kW (101 PS)/4000     | 250 Nm/1900               | 5,5 Liter Diesel          | AVB                   | 13,2 s     | 189 km/h | 06/2002–10/2005 |
| 1.9 TDI   | 1896 cm³ | Reihenmotor | 4            | Pumpe-Düse-Einspritzung | 8       | 77 kW (105 PS)/4000     | 250 Nm/1900               | 5,8 Liter Diesel          | BSV                   | 12,3 s     | 192 km/h | 10/2005–05/2007 |
| 1.9 TDI   | 1896 cm³ | Reihenmotor | 4            | Pumpe-Düse-Einspritzung | 8       | 85 kW (115 PS)/4000     | 250 Nm/1900               | 5,8 Liter Diesel          | BPZ                   | 11,7 s     | 198 km/h | 01/2007–03/2008 |
| 1.9 TDI 1 | 1896 cm³ | Reihenmotor | 4            | Pumpe-Düse-Einspritzung | 8       | 96 kW (130 PS)/4000     | 285 Nm/1750–2500          | 5,7 Liter Diesel          | AWX                   | 10,4 s     | 205 km/h | 12/2001–03/2008 |
| 1.9 TDI 2 | 1896 cm³ | Reihenmotor | 4            | Pumpe-Düse-Einspritzung | 8       | 96 kW (130 PS)/4000     | 310 Nm/1900               | 5,8 Liter Diesel          | AVF                   | 11,7 s     | 202 km/h | 01/2004–03/2008 |
| 2.0 TDI 3 | 1968 cm³ | Reihenmotor | 4            | Pumpe-Düse-Einspritzung | 8       | 103 kW (140 PS)/4000    | 320 Nm/1750–2500          | 6,3 Liter Diesel (DPF)    | BSS                   | 9,9 s      | 215 km/h | 10/2005–03/2008 |
| 2.5 TDI   | 2496 cm³ | V-Motor     | 6            | Verteilereinspritzpumpe | 24      | 114 kW (155 PS)/4000    | 310 Nm/1400–3500          | 7,0 Liter Diesel          | AYM                   | 9,5 s      | 219 km/h | 12/2001–08/2003 |
| 2.5 TDI   | 2496 cm³ | V-Motor     | 6            | Verteilereinspritzpumpe | 24      | 120 kW (163 PS)/4000    | 350 Nm/1500–3000          | 6,9 Liter Diesel          | BDG                   | 9,2 s      | 223 km/h | 08/2003–03/2008 |

## Produktionszahlen Škoda Superb I
Gesamtproduktion Fahrzeuge von 2001 bis 2008
| Jahr | 2001 | 2002   | 2003   | 2004   | 2005   | 2006   | 2007   | 2008              | Summe       |
| ---- | ---- | ------ | ------ | ------ | ------ | ------ | ------ | ----------------- | ----------- |
|      | 581  | 24.305 | 19.270 | 22.899 | 21.182 | 20.403 | 21.339 | 27.264 ca. 13.000 | ca. 143.000 |